# X-akták (franchise)

Az "The X Files" márka logója 2000. november 5-én jelent meg először

Az X-akták (The X-Files) egy amerikai sci-fi thriller médiakínálat (media franchise), amelyet Chris Carter amerikai televíziós és filmes producer, rendező és forgatókönyvíró hozott létre az X-akták című televíziós sorozat sikere nyomán, epizódjai pedig különféle rejtélyes, megmagyarázhatatlan, paranormális események köré fűzött történeteken alapulnak.
Az X-akták egyes szlogenjei – „Az igazság odaát van”, „Hinni akarok”, „Ne bízz senkiben” – valóságos szállóigévé váltak az 1990-es években az Egyesült Államokban.
A sorozat epizódjai között két típus különböztethető meg. Az egyik az ún. „Mitológia” epizódok, amelyek témája az UFO összeesküvés, elrablások, kormányzati konspiráció, háttérhatalom kérdésköre körül forog. A másik típusba sorolhatók az ún. paranormális jelenségek eseteiről szóló ún. „a hét szörnye” epizódok.
A sorozathoz kapcsolódik két mozifilm, az X-akták – Szállj harcba a jövő ellen (1998) és az X-akták: Hinni akarok (2008), továbbá a sorozat nyolcadik évadának második felével párhuzamosan, 2001-ben bemutatott, és a sorozatban mellékszereplő trió kalandjait bemutató The Lone Gunmen sorozat. Az első mozifilm az X-akták mitológia epizódokhoz kapcsolódik, a másik „a hét szörnye” epizódokhoz.
Ezekhez leglazábban az 1996-től 1999-ig vetített Millennium sorozat kapcsolódik. A több mint 200 epizódot számláló X-akták sorozatnak egyetlen epizódjában vendégszínész Lance Henriksen Frank Black FBI-ügynök szerepében (Ezredforduló (Millennium) című epizód, 6x4), míg a Millenniumban Mulder és Scully csupán egy epizódban kámeaszerepben tűnt fel.
| Sorozatok       | Évadok  | Évadok  | Évadok  | Évadok  | Évadok  | Évadok  | Évadok   | Évadok  | Évadok   | Évadok  | Évadok  | Bemutató                 |
| Sorozatok       | 1993/94 | 1994/95 | 1995/96 | 1996/97 | 1997/98 | 1998/99 | 1999/00  | 2000/01 | 2001/02  | 2015/16 | 2017/18 | Bemutató                 |
| --------------- | ------- | ------- | ------- | ------- | ------- | ------- | -------- | ------- | -------- | ------- | ------- | ------------------------ |
| X-akták         | 1       | 2       | 3       | 4       | 5       | 6       | 7        | 8       | 9        | 10      | 11      | 1993–2002, 2016–jelenleg |
| Millennium      |         |         |         | 1       | 2       | 3       | Befejező |         |          |         |         | 1996–99                  |
| The Lone Gunmen |         |         |         |         |         |         |          | 1       | Befejező |         |         | 2001                     |

Ezekhez az elemekhez kapcsolódóan a werkfilmeken és reklámprodukciókon kívül számos más termék is kiadásra került. Filmzene CD-k, az eredeti forgatókönyvek alapján írt X-aktás regények, önálló történetekkel képregények, X-akták videojátékok, stb.
A teljes X-akták média franchise 2002 májusáig összességében több mint egymilliárd dollár bevételt hozott.
Az X-akták sorozat hosszú szünet után 2016 januárjában a tizedik évaddal folytatódik szintén David Duchovny és Gillian Anderson főszereplésével.

## Stílus, humor
Az X-akták sorozat első évadában kezdenek megjelenni a műfaji paródia elemei, különféle ironikus utalások egyes hollywoodi produkciókra, később egyes epizódok pedig visszatérően kifejezetten viccesek. A The Lone Gunmen-sorozat eleve komikus alapszintről indul még több ironikus utalással más filmekre és esetenként börleszkszerű jelenetekkel. Annak ellenére, hogy a Magányos Harcosok az X-akták sorozat tréfásabb epizódjaiban nem szerepelnek.
A mozifilmekből hiányoznak ezek a komikus elemek. A Millenium sorozat pedig klasszikus thriller.

## Videojátékok
- 1998-ban jelent meg a HyperBole Studios által készített The X-Files Game (~X-akták Játék) Microsoft Windows, Mac OS és PlayStation platformra.
- 2000-ben a Fox Interactive adta ki az X-Files: Unrestricted Access (~X-aktákː Feloldott hozzáférés) című játékot Windows és Mac platformra, amelynek adatbázisa lehetővé tette a felhasználók számára, hogy minden ügyiratfájlhoz hozzáférjenek.
- 2004-ben megjelent az X-Files: Resist or Serve (~X-aktákː Ellenállni vagy szolgálni) PlayStation 2-höz. Ez a játék a hetedik évadhoz kapcsolódó eredeti történet, és lehetővé teszi a játékosok számára, hogy Mulder vagy Scully nézőpontjából játszanak.

## Regények
- Elizabeth Hand: X-akták – A jövő a tét, InterCom, 1998, fordította: Tóth Tamás, ISBN 9638370254 (Az X-akták – Szállj harcba a jövő ellen mozifilm eredeti forgatókönyv alapján)
- Frank Lovece: X-Akták – Minden titokra fény derül, Cser, Budapest, 1997, fordította: Kovács Lilla, Kovács Noémi, Vörös András, ISBN 9639003182 (Az X-akták sorozatról szóló könyv az epizódok ismertetésével)
- Kevin J. Anderson: Az X-akták – Az áldozat (X-Akták 2.) (Ruins, 1996), Door, Budapest, 1996, fordította: Palmer Éva, ISBN 9639035025
- Kevin J. Anderson: Az X-Akták – Antitestek (X-Akták 3.) (R aéapján írt regény. uins, 1996), Door, Budapest, 1997, ISBN 9639035092
- Kevin J. Anderson: Az X-Akták – Zérópont (X-Akták 1.) Door, Budapest, 1996, fordította: Bihari György, ISBN 9638550236
- Charles Grant: Az X-akták – Lidércek (X-Akták 2. 1.) Door, Budapest, 1995, fordította: Kiss Marianne, ISBN 9638550228
- Charles Grant: Az X-akták – Forgószél (X-Akták 2. 2.) (Whirlwind) Door, Budapest, 1996, fordította: Bihari György, ISBN 9638550244
- Les Martin: Az X-akták – 1. akta: A mágikus sebhelyek (X-akták 3. 1.) Haal, Budapest, 1996, fordította: Porosz Péter, ISBN 9638555335
- Les Martin: Az X-akták – 2. akta: Leszáll az éj! (X-akták 3. 2.) Haal, Budapest, 1996, fordította: Madarász Tünde, ISBN 9638555351
- Les Martin: Az X-akták – 3. akta: Tigris, tigris (X-akták 3. 3.) Haal, Budapest, 1997, fordította: Dünyöghy Árpád
- Les Martin: Az X-akták – 4. akta: A gumiember (X-akták 3. 4.) Haal, Budapest, 1997, fordította: Trethon Judit, ISBN 9638555378
- Kami Garcia: Az X-akták: Kezdetek – A káosz ügynöke (Az X-akták: Kezdetek 1.) (The X-Files Origins – Agent of Chaos) Door, Budapest, 2017, fordította: Tábori Zoltán, ISBN 9786155715556
- Jonathan Maberry: Az X-akták: Kezdetek – Az ördög ügyvédje (Az X-akták: Kezdetek 2.) (The X-Files Origins – Devil's Advocate) Jaffa, Budapest, 2017, fordította: Rézműves László, ISBN 9786155715563

A Millennium sorozathoz összesen öt regény kapcsolódik, köztük a pilot epizód alapján írt regény. Néhányat Bill Smitrovich színész hangjával hangoskönyvekként is kiadtak.

## Képregények
- 1995 és 1998 között a Topps Comics adott ki egy 41 részes sorozat. Ezek egy részét Magyarországon a Semic Interprint jelentette meg 1997-től.
- Az IDW kiadónál 2013-tól jelent meg The X-Files Season 1 – Season 11 (~X-akták: 1. – 11. évad) című képregénysorozat.
- 2015-ben szintén az IDW-nél megjelent a Millennium képregény adaptációja .

## Szereplők
Az első, 1993-ban indult X-akták sorozat főszereplői David Duchovny and Gillian Anderson volt Fox Mulder és Dana Scully különleges ügynök szerepében, akik az FBI speciális részlegén dolgoznak. Közvetlen főnökük az FBI igazgatóhelyettese, Walter Skinner (Mitch Pileggi). Később csatlakoznak hozzájuk John Doggett és Monica Reyes ügynök (Robert Patrick és Annabeth Gish). Mellékszereplőként jelennek meg a Cigarettázó Férfi, azaz C. G. B. Spender (William B. Davis), az Ápolt Kezű Férfi (John Neville) valamint Mulderék informátorai, például Mély Torok azaz Ronald Pakula (Jerry Hardin).
A Millenium sorozat főszereplője Frank Black (Lance Henriksen), aki Mulderhez hasonlóan pszichológus végzettségű és az ezredforduló közeledtével szaporodó és egyre inkább brutalizálódó sorozatgyilkosok kriminológiai profilalkotásával foglalkozik. Később csatlakozik az FBI-hoz és Emma Hollis különleges ügynökkel (Klea Scott) dolgozik. Mellékszereplő felesége, Catherine (Megan Gallagher).
| Szerep                | Megjelenések | Megjelenések | Megjelenések    | Megjelenések                         | Megjelenések          | Színész           | Első | Utolsó      |  |
| Szerep                | Sorozatok    | Sorozatok    | Sorozatok       | Filmek                               | Filmek                | Színész           | Első | Utolsó      |  |
| Szerep                | X-akták      | Millennium   | The Lone Gunmen | X-akták – Szállj harcba a jövő ellen | X-akták: Hinni akarok | Színész           | Első | Utolsó      |  |
| --------------------- | ------------ | ------------ | --------------- | ------------------------------------ | --------------------- | ----------------- | ---- | ----------- |  |
| Fox Mulder            | Főszerep     | Kámea        | Kámea           | Főszerep                             | Főszerep              | David Duchovny    | 1993 | Jelenleg is |  |
| Dana Scully           | Főszerep     | Kámea        |                 | Főszerep                             | Főszerep              | Gillian Anderson  | 1993 | Jelenleg is |  |
| John Doggett          | Főszerep     |              |                 |                                      |                       | Robert Patrick    | 2000 | 2002        |  |
| Monica Reyes          | Főszerep     |              |                 |                                      |                       | Annabeth Gish     | 2001 | Jelenleg is |  |
| Walter Skinner        | Főszerep     |              | Vendég          | Vendég                               | Vendég                | Mitch Pileggi     | 1994 | Jelenleg is |  |
|                       |              |              |                 |                                      |                       |                   |      |             |  |
| Frank Black           | Vendég       | Főszerep     |                 |                                      |                       | Lance Henriksen   | 1996 | 1999        |  |
| Catherine Black       |              | Főszerep     |                 |                                      |                       | Megan Gallagher   | 1996 | 1998        |  |
| Emma Hollis           |              | Főszerep     |                 |                                      |                       | Klea Scott        | 1998 | 1999        |  |
|                       |              |              |                 |                                      |                       |                   |      |             |  |
| John Fitzgerald Byers | Visszatérő   |              | Főszerep        | Vendég                               |                       | Bruce Harwood     | 1994 | 2016        |  |
| Melvin Frohike        | Visszatérő   |              | Főszerep        | Vendég                               |                       | Tom Braidwood     | 1994 | 2016        |  |
| Richard Langly        | Visszatérő   |              | Főszerep        | Vendég                               |                       | Dean Haglund      | 1994 | 2018        |  |
| Jimmy Bond            | Vendég       |              | Főszerep        |                                      |                       | Stephen Snedden   | 2001 | 2002        |  |
| Yves Adele Harlow     | Vendég       |              | Főszerep        |                                      |                       | Zuleikha Robinson | 2001 | 2002        |  |
|                       |              |              |                 |                                      |                       |                   |      |             |  |

Egyes színészek a különféle sorozatokban más szerepekben is megjelennek. Például a Millenium sorozatban Peter Watts-ot alakító Terry O’Quinn szerepelt már az X-akták Aubrey című epizódjában (2.évad 12.rész, 1995) mint Brian Tilman rendőrtiszt, és megjelenik az X-akták – Szállj harcba a jövő ellen (1998) mozifilmben mint Darius Michaud FBI-ügynök.
A Millennium tévéfilmsorozat 1. évadjának 18. epizódjában viszont Muldert és Scullyt nem nem David Duchovny és Gillian Anderson alakítja.

## Filmzene
Az első mozifilm zenéje Mark Snow: The X-Files: Fight the Future [Original Motion Picture Score] címmel jelent meg CD-n 1998. június 2-án. AllMusicon közzétett tetszési pontszáma 4,5 (a lehetséges 5-ből).
A számok szerzője és előadója Mark Snow:
1. Threnody in X (3:13)
2. B.C. Blood (2:26)
3. Goop (4:17)
4. Soda Pop (4:45)
5. Already Dead (1:42)
6. Cave Base (1:31)
7. Remnants (2:10)
8. Fossil Swings (0:58)
9. Plague (3:22)
10. Goodbye Bronschweig (2:40)
11. A Call to Arms (0:57)
12. Crossroads (2:17)
13. Corn Hives (3:04)
14. Corn Copters (2:35)
15. Out of Luck (1:00)
16. 1Stung Kissing/Cargo Hold (4:11)
17. Come and Gone (5:27)
18. Trust No One (2:51)
19. Ice Base (1:33)
20. Mind Games (3:52)
21. Nightmare (2:44)
22. Pod Monster Suite (5:21)
23. Facts (2:35)
24. Crater Hug (2:05)

Teljes játékidőː 67:36
Ezzel párhuzamosan szintén 1998. június 2-án megtévesztően hasonló borítóval és alcímként a film feltüntetésével (Fight the Future) megjelent egy válogatás különböző szerzőktől és előadóktól The X-Files: The Album [Original Soundtrack] címen is. AllMusicon közzétett tetszési pontszáma 5 (a lehetséges 5-ből).
| #   | Cím               | Előadó           | Hossz |
| 1.  | One               | Filter           | 4:40  |
| 2.  | Flower Man        | Tonic            | 2:56  |
| 3.  | Walking After You | Foo Fighters     | 4:07  |
| 4.  | Beacon Light      | Ween             | 4:01  |
| 5.  | Invisible Sun     | Sting and Aswad  | 4:08  |
| 6.  | Deuce             | The Cardigans    | 3:32  |
| 7.  | One More Murder   | Better Than Ezra | 4:38  |
| 8.  | More Than This    | The Cure         | 5:10  |
| 9.  | Hunter            | Björk            | 3:30  |
| 10. | 16 Horses         | Soul Coughing    | 2:37  |
| 11. | Crystal Ship      | X                | 2:20  |
| 12. | Black             | Sarah McLachlan  | 4:30  |
| 13. | Teotihuacan       | Noel Gallagher   | 7:06  |
| 14. | The X-Files Theme | Dust Brothers    | 14:15 |
|     |                   | Teljes játékidőː | 67:30 |
Az európai és a japán kiadások egy további számot is tartalmaznak: Mike Oldfield Tubular X című számát (az 1. szám 3:55 perces játékidővel.). Ez egy variáció Mark Snow X-akták témájából és az ő Tubular Bells III című albumának elemeiből.

## Egyéb termékek
- 1996-ban gyűjthető kártya sorozatot adtak ki, majd 1997-ben egy bővítőcsomagot is.
- 2016-ban az IDW kiadó jelentetett meg egy X-akták kifestőkönyvet.
- A Fox televízió hivatalos X-akták magazint indított (The X-Files Magazine).
- Frank Black figurát a Sideshow készített ugyanabban a méretben (12 inch azaz kb. 30 cm), mint az X-aktás Fox Mulder és Dana Scully figurákat korábban.

## Fordítás
- Ez a szócikk részben vagy egészben  a   The X-Files (franchise) című angol Wikipédia-szócikk ezen változatának fordításán alapul.  Az eredeti cikk szerkesztőit annak laptörténete sorolja fel. Ez a jelzés csupán a megfogalmazás eredetét és a szerzői jogokat jelzi, nem szolgál a cikkben szereplő információk forrásmegjelöléseként.